# Tonic

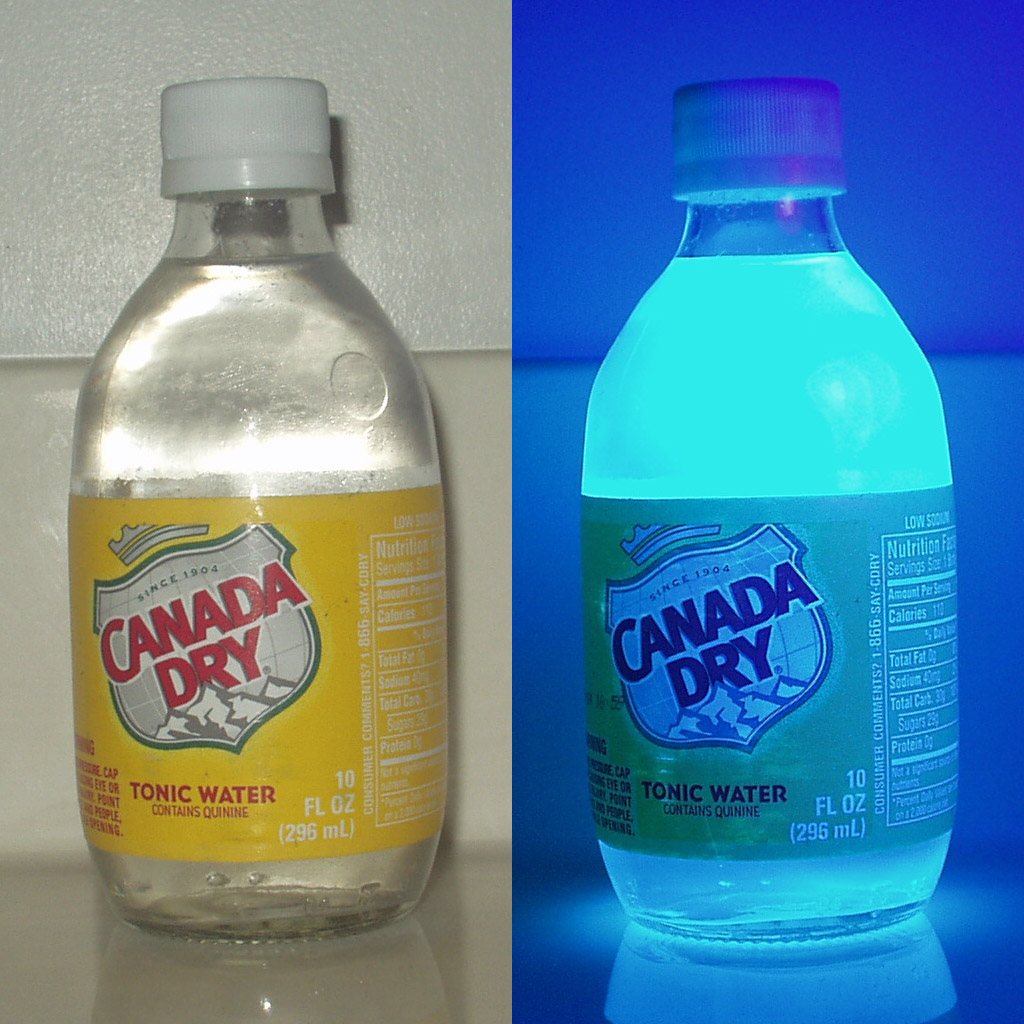
Tonic beschenen door uv-licht

Tonic is een koolzuurhoudende frisdrank met als kenmerkend ingrediënt kinine, dat de bittere smaak levert. Daarnaast bevat tonic een ruime hoeveelheid suiker, of in de light-variant andere zoetstoffen als aspartaam.
Tonic wordt veelal geserveerd met een schijfje citroen en een stamper om het citroensap eruit te persen in het glas. Als longdrink wordt het wel gemixt met gin tot gin-tonic.
Tonic werd veel door Britten in de overzeese gebiedsdelen gedronken aangezien de kinine hen tegen de malaria beschermde. Daarna werd het een modieuze drank in hun eigen land en daarbuiten. De aanwezigheid van kinine maakt dat tonic ondoorzichtig wordt, wanneer deze wordt beschenen door ultraviolet licht.